# Нобл, Денис
Денис Нобл (род. 16 ноября 1936, Великобритания) — британский биолог. Один из пионеров системной биологии; в 1960 году он стал первым, кто разработал адекватную математическую модель работающего сердца. Его исследования направлены на использование компьютерных моделей биологических органов и систем для интерпретации функции от молекулярного уровня до организма в целом. Совместно с международными партнёрами, его команда использовала суперкомпьютеры для создания первого виртуального органа — виртуального сердца.

## Биография
С 1984 по 2004 год заведовал кафедрой сердечно-сосудистой физиологии Оксфордского университета. Был назначен заслуженным профессором и содиректором проекта «Вычислительная физиология». 
Генеральный секретарь Международного союза физиологических наук в 1993—2001 годах, сыграл главную роль в запуске проекта "Физиом" (англ: Physiome) — международного проекта по использованию компьютерного моделирования для создания количественных физиологических моделей, необходимых для интерпретации генома. В 2009 году был избран президентом IUPS на Всемирном конгрессе IUPS в Киото.
Философ биологии; его книга «Музыка жизни» ставит под сомнение основы современной биологической науки, вопросы центральной догмы, однонаправленную точку зрения на информационные потоки и царящую в биологии методологию ведения исследований «снизу вверх» (т. е. попытки объяснения действий целостного организма на основе рассмотрения процессов молекулярного уровня — редукционизм в биологической науке).
Сторонник «расширенной» синтетической теории эволюции.